# Danh sách năm tại Yemen
Đây là Danh sách năm tại Yemen.

## Thế kỷ 20
- Thập niên 1990: 1990, 1991, 1992, 1993, 1994, 1995, 1996, 1997, 1998, 1999

## Thế kỷ 21
- Thập niên 2000: 2000, 2001, 2002, 2003, 2004, 2005, 2006, 2007, 2008, 2009
- Thập niên 2010: 2010, 2011, 2012, 2013, 2014, 2015, 2016, 2017, 2018, 2019
- Thập niên 2020: 2020, 2021, 2022, 2023, 2024